# 汉堡制
汉堡制(Hamburg Experiment)是指历史上德国曾实施的一个制度。工业革命后，18世纪的德国汉堡市人口骤增，贫富差距加大、城市贫民和乞丐人数渐增，他们列队街市并沿门乞讨，成为当地一个最严重的社会问题。在广大市民的呼吁下，汉堡市参照了英国济贫法案，由布什教授草拟救助方案，于1788年建立了以社区为单位管理济贫事务的制度，史称“汉堡制”。创始者是Busch。